# Sven Kierst
Sven Kierst (* 23. November 1958 in Düsseldorf) ist ein deutscher Fotokünstler.

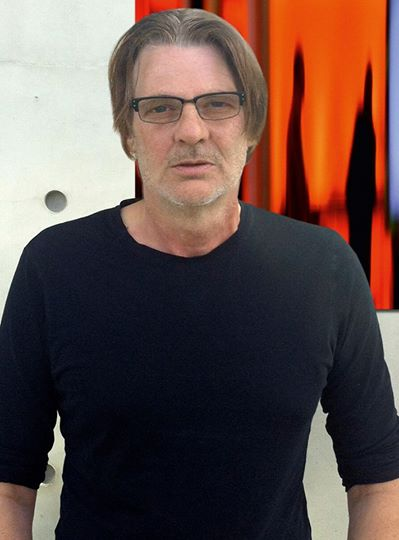
Sven Kierst. Porträt 2014 vor dem Bild Airport 11

## Leben
Sven Kierst lebt und arbeitet als Fotograf und Kameramann in Düsseldorf.

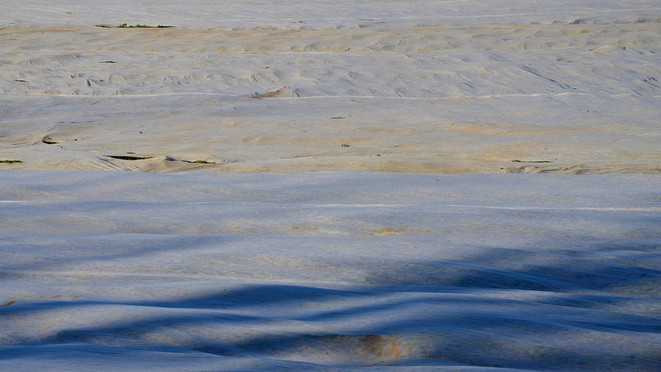
Sven Kierst, Das Meer bei Kappeshamm, Fotografie, 2013, 66 cm × 120 cm.

In seiner Fotografie beschäftigt er sich mit Motiven des Alltags, die er aus ihrem Zusammenhang herausnimmt, um sie bildnerisch in eine andere Betrachtungsweise zu stellen. Ihn interessiert der Augenblick, in dem sich eine Situation darstellt oder sich ihm ein besonderes Bild zeigt. So ergeben sich Motive, die zwischen figurativer und abstrakter Bildkomposition wechseln. Sie entfernen sich dadurch von dem ursprünglichen Zustand und sind davon befreit.

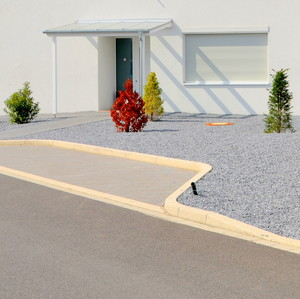
Sven Kierst, Suburban Late Summer, 2014, Fotografie, 80 cm × 80 cm

## Ausstellungen
- 1995 Duell Dual, Galerie Hubertus Wunschik, Mönchengladbach
- 1996 Große Kunstausstellung Düsseldorf NRW, Ehrenhof, Düsseldorf
- 1999 Quattro Stazioni, FS Raumobjekt, Düsseldorf
- 1999 Der Weg ist das Ziel, FS Raumobjekt, Düsseldorf
- 2000 small size, kjubh Kunstverein, Köln
- 2002 Zurück zum Beton, Kunsthalle Düsseldorf, Düsseldorf
- 2007 connected, Jüdische Kulturtage Mönchengladbach, Altes Museum, Mönchengladbach
- 2007 Seven Shots, Collective Art Attack, Bonn
- 2007 Pop am Rheim, Kölnisches Stadtmuseum, Köln
- 2012 Book Release, So What Galerie, Düsseldorf
- 2013 No more Heroes, Salon Hansa, Berlin u. a. m. Mischa Kuball, Frank Bauer, Pia Dehne
- 2013 Wirkung und Wirklichkeit, de DROM, Kröpelin
- 2014 Das Meer bei Kappeshamm, Martin Leyer-Pritzkow Ausstellungen, Düsseldorf
- 2015 Condominiums without Pool, mit Fabrizio Gazzarri, Martin Leyer-Pritzkow Ausstellungen, Düsseldorf
- 2015 Triennale di Venezia, Associazione Culturale Italo-Tedesca, Palazzo Albrizzi, Venedig

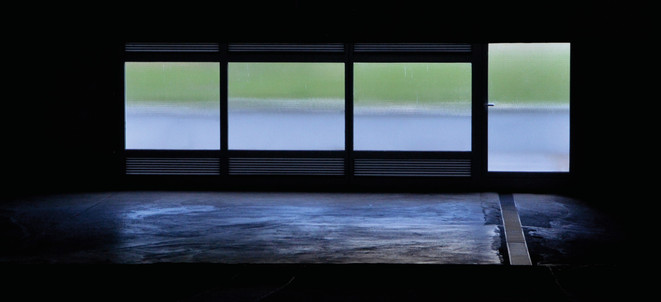
Exit, 2014, 55 cm × 120 cm, neue zeitgenössische Fotokunst, new German photography art

- 2015 Um Fleisch auf die Nerven zu bekommen, Salon Hansa, Kunstverein Familie Montez, Frankfurt
- 2015 Monochromosomen, Electric Artcube, Domagk Ateliers München
- 2016 Der Himmel ist blau, 2. Deutsch-israelische Kulturtage Mecklenburg-Vorpommern, Kröpelin
- 2016 ZeitbySide, Parc/Ours Mönchengladbach
- 2017 Hidden Reservoir, Einzelausstellung WP8, Duesseldorf Photo Weekend 2017
- 2018 Imaginäre Orte, Galerie The Box, Düsseldorf
- 2018 New York Scenes, Sander|Sohn Galerie, Düsseldorf
- 2018 Perception, Galerie The Box, Düsseldorf
- 2018 Emschergold, Sammlung Tedden, Galerie Münsterland, Emsdetten[2]
- 2018 I Like Fishing, Galerie Peter Tedden, Düsseldorf
- 2019 Lichtbeute V, WW40 Ausstellungsraum, Aachen, Einzelausstellung
- 2019 front row, de Drom galerie, Kröpelin, Einzelausstellung[3]
- 2019 Resonanz & Reflexion, Stadtmuseum Düsseldorf[4]
- 2019 Rheinblick, Kunstverein Xanten
- 2019 InterINTIMES_AutoPORTRAIT, Salon Hansa, Lachenmann Art, Frankfurt/Main